# 赐我圣经歌
《赐我圣经歌》（英語：Give me the Bible）是一首由普里西拉·欧文斯（英語：Priscilla J. Owens）作词与埃德蒙· 洛仑兹（英語：Edmund S. Lorenz）赞美诗，现收录于《赞美诗（新编）》，为第201首。